# Danewitz
Danewitz is een plaats en voormalige gemeente in de Duitse gemeente Biesenthal, deelstaat Brandenburg, en telt 232 inwoners (2006).

## Geschiedenis
De toenmalige zelfstandige gemeente Danewitz is op 23 oktober 2003 geannexeerd door de stad Biesenthal.